# Amministrazioni militari tedesche della seconda guerra mondiale

     Territori occupati, ad amministrazione militare (Militärverwaltung)
Le amministrazioni militari tedesche (in tedesco Deutsche Militärverwaltungen) erano dei territori conquistati dalla Germania nazista durante la seconda guerra mondiale, e controllati dalle forze armate naziste.

## Ogni amministrazione militare tedesca

### Amministrazione militare del Belgio e della Francia del nord
L'amministrazione militare del Belgio e della Francia del nord fu istituita dalla Germania nazista nei territori occupati dell'attuale Belgio e della regione francese Nord-Passo di Calais.

### Amministrazione militare del Lussemburgo
L'amministrazione militare del Lussemburgo era un'amministrazione militare tedesca nel Lussemburgo occupato dai tedeschi che esisteva dall'11 maggio 1940 al 29 luglio 1940, quando l'amministrazione militare fu sostituita con l'area dell'amministrazione civile del Lussemburgo.

### Amministrazione militare tedesca della Francia
L'amministrazione militare tedesca della Francia è stata un'autorità governativa istituita dalla Germania nazista durante la Seconda guerra mondiale per amministrare i territori della Francia Settentrionale ottenuti dopo il Secondo armistizio di Compiègne. Il 25 Agosto 1944, con la liberazione di Parigi, l'amministrazione militare cessò di esistere.

### Occupazione tedesca della Grecia
L'Occupazione tedesca della Grecia è stata un'autorità governativa istituita dalla Germania nazista durante la seconda guerra mondiale per amministrare i territori della Grecia occupati grazie all'Operazione Marita. Il 1944, con la riconquista alleata, l'amministrazione militare cessò di esistere.

### Territorio del comandante militare in Serbia
Il territorio del comandante militare in Serbia era la parte del Regno di Jugoslavia che venne posta sotto controllo militare della Wehrmacht in seguito all’invasione, occupazione e spartizione della Jugoslavia da parte delle potenze dell'Asse nell'aprile 1941. Il territorio includeva solo la Serbia centrale, con l’aggiunta di una parte del Kosovo settentrionale e del Banato.

### Reichskommissariat Moskowien

Zona sulla quale si sarebbe dovuto instaurare il Reichskommissariat Moskowien.

Il Reichskommissariat Moskowien fu un'amministrazione militare che la Germania nazista progettò di istituire come civile sui territori occupati dell'Unione Sovietica durante il periodo della seconda guerra mondiale; era conosciuto anche come Reichskommissariat Moskau o come Reichskommissariat Russland.
L'ente avrebbe dovuto comprendere tutti i territori della Russia centrale e settentrionale a ovest della catena degli Urali che non fossero stati ricompresi in altri Reichskommissariat; il centro amministrativo inizialmente proposto per l'ente doveva essere la capitale sovietica Mosca, ma in seguito Adolf Hitler avanzò l'intenzione di distruggere completamente la città dopo aver ucciso o deportato tutti gli abitanti, creando al suo posto un lago artificiale tramite l'apertura delle chiuse del Canale di Mosca. Il gauleiter ed esponente nazista Erich Koch fu inizialmente proposto come Reichskommissar per la zona di Mosca il 7 aprile 1941, ma nel giugno seguente rifiutò l'incarico e al suo posto fu selezionato l'obergruppenführer delle SA Siegfried Kasche.
L'ente rimase di fatto solo sulla carta e non ebbe attuazione concreta: varie porzioni del territorio da assegnare al Reichskommissariat furono occupate dai tedeschi durante le fasi finali dell'Operazione Barbarossa, ma la sconfitta patita nella battaglia di Mosca impedì il completamento dei piani e l'ente non entrò mai in funzione.
Il territorio fu l’unica parte della smembrata Jugoslavia in cui l’Asse istituì un governo militare; ciò fu dovuto alle principali vie di trasporto ferroviario e fluviale che lo attraversavano e alle sue preziose risorse, in particolare i metalli non ferrosi. Il 22 aprile 1941 il territorio venne posto sotto la suprema autorità del comandante militare tedesco in Serbia. Sebbene i tedeschi si servissero anche di truppe bulgare alleate per l’occupazione, il territorio rimase esclusivamente sotto controllo germanico.

### Zona d'operazioni del Litorale adriatico

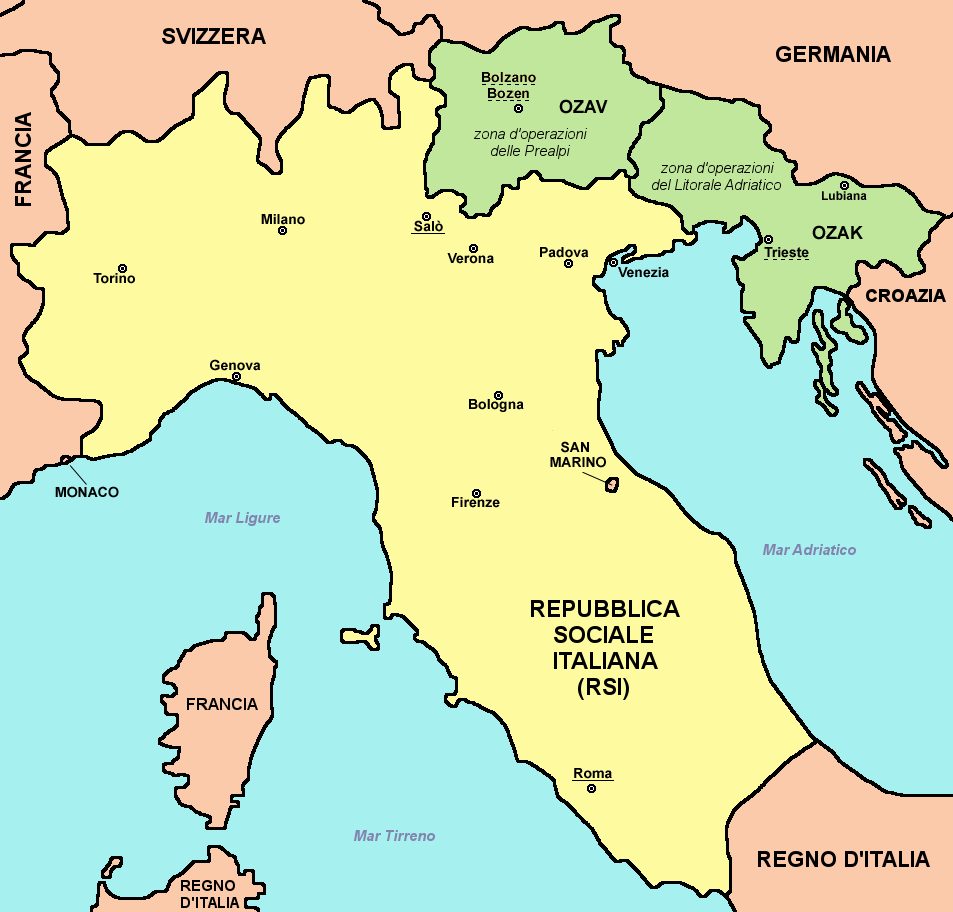
OZAK e OZAV.

La Zona d'operazioni del Litorale adriatico o OZAK fu una suddivisione territoriale comprendente le province italiane di Udine, Gorizia, Trieste, Pola, Fiume e Lubiana, che pur non essendo annessa formalmente alla Germania, fu sottoposta alla diretta amministrazione militare tedesca e quindi di fatto sottratta al controllo della Repubblica Sociale Italiana. Fu istituita durante la seconda parte della seconda guerra mondiale, nel settembre del 1943, assieme alla Zona d'operazioni delle Prealpi.

### Zona d'operazioni delle Prealpi
La Zona d'operazioni delle Prealpi o OZAV fu una suddivisione territoriale comprendente le province italiane di Bolzano, Trento e Belluno, sottoposta alla diretta amministrazione militare tedesca e quindi di fatto sottratta al controllo della Repubblica Sociale Italiana, alla quale ufficialmente apparteneva. Fu istituita durante la seconda parte della seconda guerra mondiale, nel settembre del 1943, assieme alla Zona d'operazioni del Litorale adriatico.

### Occupazione tedesca del Regno d'Albania
L'occupazione tedesca del Regno d'Albania durò dal 1943 al 1944 nell'ambito dei più vasti eventi della seconda guerra mondiale.
Già in unione personale con il Regno d'Italia, il Regno d'Albania (albanese: Mbretnija Shqiptare) fu invaso e occupato dai reparti della Wehrmacht a seguito della stipula da parte degli italiani dell'armistizio di Cassibile. I tedeschi insediarono in Albania un governo provvisorio che, benché formalmente indipendente e neutrale, era di fatto assoggettato agli occupanti; i tedeschi favorirono in particolare il movimento del Balli Kombëtar, nazionalista e repubblicano, e un "Partito Nazista Albanese" nato dalle ceneri del precedente Partito Fascista Albanese.
A seguito delle vittoriose avanzate dell'Armata Rossa nei Balcani e delle offensive dei partigiani comunisti albanesi del Lëvizja Nacional-Çlirimtare di Enver Hoxha, i tedeschi evacuarono l'Albania entro l'ottobre 1944; il governo collaborazionista cadde e fu rapidamente rimpiazzato dal Governo Democratico dell'Albania, predecessore della Repubblica Popolare d'Albania.